# Wang Siao-chung
Wang Siao-chung (čínsky pchin-jinem Wáng Xiǎohóng, znaky 王小洪; * 11. července 1957) je  čínský komunistický politik, tajemník sekretariátu ústředního výboru Komunistické strany Číny (od 2022), státní poradce (od 2023) a ministr veřejné bezpečnosti (od 2022). Předtím vykonával funkce náměstka ministra veřejné bezpečnosti (2016–2022), náčelníka správy veřejné bezpečnosti města Pekingu (2015–2020), zástupce guvernéra Che-nanu (2014–2015). V širším vedení KS Číny je od roku 2017 členem jejího ústředního výboru. V letech 1993–2013 pracoval v orgánech veřejné bezpečnosti v provincii Fu-ťien na prefekturní a provinční úrovni, v letech 2013–2014 působil ve vedení veřejné bezpečnosti provincie Che-nan.

## Život
Wang Siao-chung se narodil 11. července 1957 ve Fu-čou, hlavním městě provincie Fu-ťien. Po střední škole odešel roku 1974 na venkov do okresu Min-chou v prefektuře Fu-čou, kde nastoupil jako dělník do továrny na výrobu vějířů. Od roku 1979 pracoval v úřadu veřejné bezpečnosti okresu Min-chou, současně působil v tamní pobočce svazu mládeže. Roku 1982 vstoupil do Komunistické strany Číny. V letech 1985–1987 studoval (při zaměstnání) management veřejné bezpečnosti na Čínské lidové univerzitě veřejné bezpečnosti. Od roku 1989 do roku 1993 úřad veřejné bezpečnosti okresu Min-chou vedl. 
Od roku 1993 byl zástupcem vedoucího a od roku 1998 vedoucím úřadu veřejné bezpečnosti městské prefektury Fu-čou, přitom v letech 1994–1996 absolvoval Korespondenční školu stranické školy Ústředního výboru Komunistické strany Číny, obor ekonomické řízení na bakalářské úrovni. Ve Fu-čou pracoval pod vedením Si Ťin-pchinga, v letech 1990–1996 tajemníka fučouského prefekturního výboru KS Číny, poté zástupce tajemníka fuťienského provinčního výboru KS Číny (1995–2002) a guvernéra Fu-ťienu (2000–2002). Později přešel na stejné místo (vedoucí úřadu veřejné bezpečnosti městské prefektury) v Čang-čou na jihu Fu-ťienu. V roce 2002 Wang Siao-chung povýšil na zástupce ředitele odboru veřejné bezpečnosti provincie Fu-ťien. Od roku 2011 vykonával funkci místostarosty města (resp. městské prefektury) Sia-men a ředitele tamního městského úřadu veřejné bezpečnosti.
Poté co roku 2012 Si Ťin-pching převzal vedení KS Číny, začal Wang Siao-chung v úřadech rychle stoupat vzhůru. V srpnu 2013 se stal pomocníkem guvernéra provincie Che-nan a ředitelem chenanského odboru veřejné bezpečnosti, v prosinci 2014 povýšil na zástupce guvernéra Che-nanu, přičemž i nadále vedl chenanskou veřejnou bezpečnost. Podílel se na vyšetřování a obvinění z korupce svého předchůdce v úřadu viceguvernéra a šéfa chenanské veřejné bezpečnosti Čchin Jü-chaje a s ním spojených úředníků odboru veřejné bezpečnosti.
V březnu 2015 byl přeložen do Pekingu na analogické místo – místostarosty pekingské městské lidové vlády a ředitele pekingského městského úřadu veřejné bezpečnosti. V květnu 2016 se stal i náměstkem ministra veřejné bezpečnosti Čínské lidové republiky. Na závěr XIX. sjezdu KS Číny v říjnu 2017 byl zvolen členem ústředního výboru (znovuzvolen 2022). V lednu 2018 opustil úřad místostarosty Pekingu a na ministerstvu veřejné bezpečnosti převzal úřad náměstka ministra odpovědného za každodenní práci. V dubnu 2020 byl odvolán z úřadu ředitele pekingského městského úřadu veřejné bezpečnosti.
V červnu 2022 byl jmenován ministrem veřejné bezpečnosti a zástupcem tajemníka politické a právní komise ústředního výboru Komunistické strany Číny. Wang Siao-čung se stal prvním ministrem veřejné bezpečnosti s praxí v oblasti veřejné bezpečnosti od roku 1998. Na XX. sjezdu KS Číny v říjnu 2022 byl zvolen tajemníkem sekretariátu ÚV KS Číny a potvrzen jako zástupce tajemníka politické a právní komise ÚV KS Číny (Čchen Wen-čchinga). V březnu 2023 v rámci ustavení nové vlády byl Wang Siao-chung jmenován státním poradcem a ministrem veřejné bezpečnosti.